# Giddings Peak
Giddings Peak är en bergstopp i Antarktis. Den ligger i Östantarktis. Australien gör anspråk på området. Toppen på Giddings Peak är 1 808 meter över havet.
Terrängen runt Giddings Peak är huvudsakligen platt, men österut är den kuperad. Trakten är obefolkad. Det finns inga samhällen i närheten. 